# Ricardo Ariztía Urmeneta
Ricardo Ariztía Urmeneta (bautizado en Santiago el 11 de marzo de 1820-La Serena, 1891) fue un político chileno.

## Biografía
Hijo de Mariano Ariztía Astaburuaga y de Josefa Urmeneta, contrajo matrimonio con Luisa Pinto Garmendia, hermana del presidente Aníbal Pinto Garmendia e hija del presidente Francisco Antonio Pinto y de la patriota argentina Luisa Garmendia Alurralde.
Siendo junto con Luisa Pinto Garmendia tatarabuelos del presidente Sebastián Piñera Echenique.
Ariztía Urmeneta estudió en el Seminario de La Serena y en Santiago, donde obtuvo licencia en Leyes, en 1845. Vivió buen tiempo en la provincia de Coquimbo, donde nacieron sus tres hijos.
Fue elegido diputado por Chillán en 1849, como miembro del Partido Conservador. Posteriormente, se fue a su hacienda de La Serena, propiedad de su esposa y la familia Pinto, un clan prominente en la zona.